# Танах
Тана́х (акроним ивр. תָּנָ״ךְ‎; также микра מִקְרָא‎ — «чтение»; китве ха-кодеш כִּתְבֵי הַקֹּדֶשׁ‎ — «Священное Писание») — название еврейской Библии, акроним названий трёх её разделов. Термин «Танах» вошёл в употребление в Средние века.
Тексты Танаха написаны изначально в основном на древнееврейском языке, с некоторыми отрывками на арамейском языке.
Включает разделы:
- То́ра (תּוֹרָה‎) — Закон;
- Невии́м (נְבִיאִים‎) — Пророки;
- Ктуви́м (כְּתוּבִים‎) — Писания[5].

По содержанию c Танахом совпадает Ветхий Завет христианской Библии, за исключением неканонических (или второканонических) книг, а также дополнений, отсутствующих в Танахе, и, частично, порядка расположения книг.
В соответствии с еврейской традицией древнейший этап истории евреев называют «Танахическим».

## Содержание Танаха

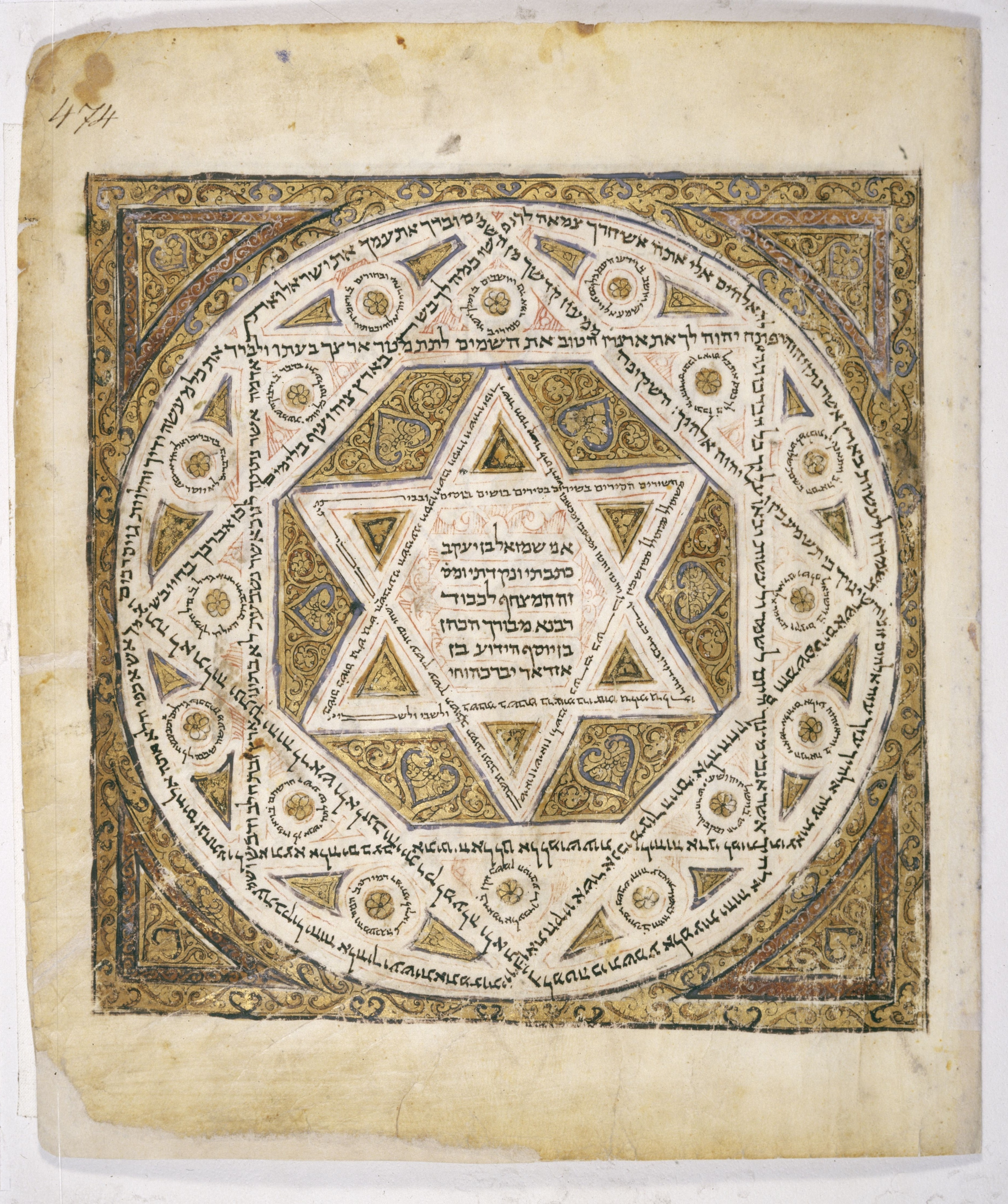
Заглавная страница Ленинградского кодекса Танаха, 1008 год

Танах описывает сотворение мира и человека, Божественный завет и заповеди, а также историю еврейского народа от его возникновения до начала периода Второго Храма. Последователи иудаизма считают эти книги священными и данными Руах ха-Кодеш (רוּחַ הַקֹּדֶשׁ‎ — «Святой Дух»).
Танах, а также религиозно-философские представления иудаизма, оказали влияние на становление христианства и ислама.

## Состав Танаха
Первоначально Танах содержал 24 книги. Состав книг идентичен каноническим книгам Ветхого Завета, но отличается порядком расположения и разбиением книг. Впрочем, Вавилонский Талмуд указывает порядок, отличный от принятого ныне. В католические и православные издания Ветхого Завета включаются также дополнительные книги, не являющиеся частью Танаха (иудейские апокрифы). Как правило, эти книги являются частью Септуагинты — при том, что их полный древнееврейский первоисточник не сохранился, а в некоторых случаях (например, Книга Премудрости Соломона), вероятно, и не существовал.
Еврейский канон подразделяется на три части в соответствии с жанром и временем написания тех или иных книг:
1. Закон, или Тора, включающая Пятикнижие Моисеево.
2. Пророки, или Невиим, включающие, кроме пророческих, некоторые книги, которые сегодня принято считать историческими хрониками.
Невиим подразделяются, в свою очередь, на два раздела:
  - «Ранние пророки»: книги Иисуса Навина, Судей, 1 и 2 Самуила (1 и 2 Царств) и 1 и 2 Царей (3 и 4 Царств).
  - «Поздние пророки», включающие 3 книги «больших пророков» (Исаии, Иеремии и Иезекииля) и 12 «малых пророков». В рукописях «малые пророки» составляли один свиток и считались одной книгой.
3. Писания, или Ктувим, включающие произведения мудрецов Израиля и молитвенную поэзию.

В составе Ктувим выделялся сборник «пяти свитков», включающий книги Песнь песней, Руфь, Плач Иеремии, Екклесиаст и Есфирь, собранные в соответствии с годичным кругом чтений в синагоге.
Деление Танаха на три части засвидетельствовано многими древними авторами на рубеже нашей эры. Упоминание о «законе, пророках и остальных книгах» (Сир. 1:2) мы обнаруживаем в книге Премудрости Иисуса, сына Сирахова, написанной около 190 года до н. э. Три раздела Танаха называют также Филон Александрийский (около 20 года до н. э. — ок. 50 года н. э.) и Иосиф Флавий (37 год н. э. — ?).
Многие древние авторы насчитывали в Танахе 24 книги. Кроме того, иногда условно объединяли пары книг Судей и Руфь, книгу Иеремии и Плач Иеремии, так что общее число книг Танаха приравнивалось к 22 по числу букв еврейского алфавита.
С XV века в изданиях Танаха стали разделять на две книги книгу Самуила, книгу Царей, книгу Ездры-Неемии, книгу Хроник. Также в печатных изданиях Танаха книга Двенадцати малых пророков рассматривается как 12 пророческих книг. В христианской традиции каждая из этих книг рассматривается как отдельная, таким образом говорится о 39 книгах Ветхого Завета.

### Тора (Пятикнижие)
Тора (תּוֹרָה — «закон») состоит из пяти книг, обычно называемых «Пятью Книгами Моисея» или «Пятикнижием». Печатные версии Пятикнижия на иврите называются хамиша хумше тора (חמישי חומשי תורה — «пять пятых Торы») или неформально хумаш.
На иврите книги Торы именуются по первому значимому слову в каждой книге.
| № | Иврит  | Еврейское название (перевод) | Русское синодальное название | Латынь        | Древнегреческий |
| - | ------ | ---------------------------- | ---------------------------- | ------------- | --------------- |
| 1 | בְּרֵאשִׁית‎ | Бе-решит («В начале»)        | Бытие                        | Genesis       | Γένεσις         |
| 2 | שְׁמוֹת‎   | Шмот («Имена»)               | Исход                        | Exodus        | Ἔξοδος          |
| 3 | וַיִּקְרָא‎  | Ва-йикра («И призвал»)       | Левит                        | Leviticus     | Λευϊτικόν       |
| 4 | בְּמִדְבַּר‎  | Бе-мидбар («В пустыне»)      | Числа                        | Numeri        | Ἀριθμοί         |
| 5 | דְּבָרִים‎  | Дварим («Речи»)              | Второзаконие                 | Deuteronomium | Δευτερονόμιον   |

### Невиим (Пророки)
Невиим (נְבִיאִים — «пророки») включает в себя книги, которые в целом охватывают хронологическую эру от входа израильтян в Землю Обетованную до вавилонского пленения («период пророчества»). Однако они исключают хроники, которые охватывают этот же период. Невиим обычно делятся на Ранних Пророков (נביאים ראשונים), которые, как правило, носят исторический характер, и Поздних Пророков (נביאים אחרונים), которые содержат более проповеднические пророчества.
В Ветхий Завет входят все 8 книг Невиим, считая каждую из книг — Самуила, Царей — как 2 книги, а «Двенадцать пророков» (или малых пророков) — как 12 книг.
| №               | Иврит          | Еврейское название    | Русское синодальное название | Латынь         | Древнегреческий |
| Ранние пророки  | Ранние пророки | Ранние пророки        | Ранние пророки               | Ранние пророки | Ранние пророки  |
| --------------- | -------------- | --------------------- | ---------------------------- | -------------- | --------------- |
| 6               | יְהוֹשֻׁע‎          | Йехошуа               | Иисуса Навина                | Iosue          | 'Ιησου̃ς         |
| 7               | שׁוֹפְטִים‎         | Шофтим                | Судей Израилевых             | Iudicum        | Κριταὶ          |
| 8а              | שְׁמוּאֵל א‎        | Шмуэль А (I Самуила)  | 1-я Царств                   | 1 Samuelis     | Βασιλειων Α'    |
| 8б              | שְׁמוּאֵל ב‎        | Шмуэль Б (II Самуила) | 2-я Царств                   | 2 Samuelis     | Βασιλειων Β'    |
| 9а              | מְלָכִים א‎        | Мелахим А (I Царей)   | 3-я Царств                   | 1 Regum        | Βασιλειων Γ'    |
| 9б              | מְלָכִים ב‎        | Мелахим Б (II Царей)  | 4-я Царств                   | 2 Regum        | Βασιλειων Δ'    |
| Поздние пророки |                |                       |                              |                |                 |
| 10              | יְשַׁעְיָהוּ‎         | Йешайаху              | Пр. Исайи                    | Isaias         | 'Ησαΐας         |
| 11              | יִרְמְיָהוּ‎         | Ирмеяху               | Пр. Иеремии                  | Ieremias       | ‛Ιερεμίας       |
| 12              | יְחֶזְקֵאל‎         | Йехезкэль             | Пр. Иезекииля                | Ezechielis     | 'Ιεζεκιὴλ       |
| 13              | תרי עשר‎        | Малые пророки         | Малые пророки                | Малые пророки  | Малые пророки   |
| I               | הוֹשֵׁע‎           | Хошеа                 | Пр. Осии                     | Osee           | 'Ωσηὲ           |
| II              | יוֹאֵל‎           | Йоэль                 | Пр. Иоиля                    | Ioel           | 'Ιωὴλ           |
| III             | עָמוֹס‎           | Амос                  | Пр. Амоса                    | Amos           | 'Αμὼς           |
| IV              | עֹבַדְיָה‎          | Овадья                | Пр. Авдия                    | Abdias         | 'Αβδιοὺ         |
| V               | יוֹנָה‎           | Йона                  | Пр. Ионы                     | Ionas          | 'Ιωνα̃ς          |
| VI              | מִיכָה‎           | Миха                  | Пр. Михея                    | Michaeas       | Μιχαίας         |
| VII             | נַחוּם‎           | Нахум                 | Пр. Наума                    | Nahum          | Ναοὺμ           |
| VIII            | חֲבַקּוּק‎          | Хавакук               | Пр. Аввакума                 | Habacuc        | 'Αβακοὺμ        |
| IX              | צְפַנְיָה‎          | Цфания                | Пр. Софонии                  | Sophonias      | Σοφονίας        |
| X               | חַגַּי‎            | Хагай                 | Пр. Аггея                    | Aggaeus        | 'Αγγαι̃ος        |
| XI              | זְכַרְיָה‎          | Зехарья               | Пр. Захарии                  | Zacharias      | Ζαχαρίας        |
| XII             | מַלְאָכִי‎          | Малахи                | Пр. Малахии                  | Malachias      | Μαλαχίας        |

### Ктувим (Писания)
Ктувим (כְּתוּבִים — «писания») также известны под греческим названием «Агиография» (Αγιογραφία — «Писания Святых») и состоят из 13 книг. Они включают в себя Пять Свитков (Песнь Песней, Экклезиаст, Рут, Эйха, Эстер). В первоначальной еврейской версии Ктувим состоял из 11 книг, считая Ездры и Неемии одной книгой, и I и II Хроники одной книгой.
| №   | Иврит        | Еврейское название           | Русское синодальное название | Латынь              | Древнегреческий   |
| --- | ------------ | ---------------------------- | ---------------------------- | ------------------- | ----------------- |
| 14  | תְּהִלִים‎        | Тегилим                      | Псалтирь                     | Liber psalmorum     | Ψαλμοὶ            |
| 15  | מִשְׁלֵי‎         | Мишле                        | Притчей Соломоновых          | Proverbia           | Παροιμίαι         |
| 16  | אִיּוֹב‎         | Ийов                         | Иова                         | Iob                 | 'Ιὼβ              |
| 17  | שִׁיר הַשִּׁירִים‎   | Шир ха-ширим                 | Песни Песней                 | Canticum Canticorum | Άσμα Ασμάτων      |
| 18  | רוּת‎          | Рут                          | Руфь                         | Ruth                | Ροὺθ              |
| 19  | אֵיכָה‎         | Эйха                         | Плач Иеремии                 | Lamentationes       | Θρήνοι            |
| 20  | קֹהֶלֶת‎         | Кохелет                      | Екклесиаст                   | Ecclesiastes        | 'Εκκλησιαστὴς     |
| 21  | אֶסְתֵּר‎         | Эстер                        | Есфирь                       | Esther              | 'Εσυὴρ            |
| 22  | דָּנִיֵּאל‎        | Даниэль                      | Пр. Даниила                  | Daniel              | Δανιὴλ            |
| 23а | עֶזְרָא‎         | Эзра                         | Ездры                        | Esdrae              | 'Έσδρας           |
| 23б | נְחֶמְיָה‎        | Нехемья                      | Неемии                       | Nehemiae            | Νεεμίας           |
| 24а | דִּבְרֵי הַיָּמִים א‎ | Дивре ха-ямим А (I Хроники)  | 1-я Паралипоменон            | 1 Paralipomenon     | Παραλειπομένων Α' |
| 24б | דִּבְרֵי הַיָּמִים ב‎ | Дивре ха-ямим Б (II Хроники) | 2-я Паралипоменон            | 2 Paralipomenon     | Παραλειπομένων Β' |

### Традиционные составители книг Танаха
На основании: Вавилонский талмуд, трактат Бава Батра, 14b—15a.
| Еврейское название        | Составитель |
| ------------------------- | --- |
| Тора                      | Моше (Моисей) |
| Тора (последние 8 фраз)   | Йехошуа бин Нун (Иисус Навин) |
| Йехошуа                   | Йехошуа бин Нун |
| Шофтим                    | Шмуэль (Самуил) |
| Шмуэль                    | Шмуэль. Некоторые фрагменты — пророки Гад и Натан |
| Мелахим                   | Ирмейаху (Иеремия) |
| Йешайаху                  | Хизкийаху (Езекия) и его свита |
| Ирмейаху                  | Ирмейаху |
| Йехезкэль                 | Мужи великого собрания: Хагай, Зхария, Малахи, Зрубавель, Мордехай и др. |
| Двенадцать малых пророков | Мужи великого собрания |
| Тегилим                   | Давид и десять старейшин: Адам, Малкицедек, Авраам, Моше, Эйман, Едутун, Асаф и трое сыновей Кораха. Согласно другой версии, Асаф был одним из сыновей Кораха, а десятым был Шломо (Соломон). Согласно третьей версии, одним из составителей был не Авраам, а Эйтан |
| Мишле                     | Хизкийаху и его свита |
| Ийов                      | Моше |
| Шир ха-ширим              | Хизкийаху и его свита |
| Рут                       | Шмуэль |
| Эйха                      | Ирмейаху |
| Кохелет                   | Хизкийаху и его свита |
| Эстер                     | Мужи великого собрания |
| Даниэль                   | Мужи великого собрания |
| Эзра                      | Ездра |
| Нехемья                   | Нехемья (Неемия) |
| Дивре ха-ямим             | Эзра, Нехемия |

## Различия между Танахом и Ветхим Заветом

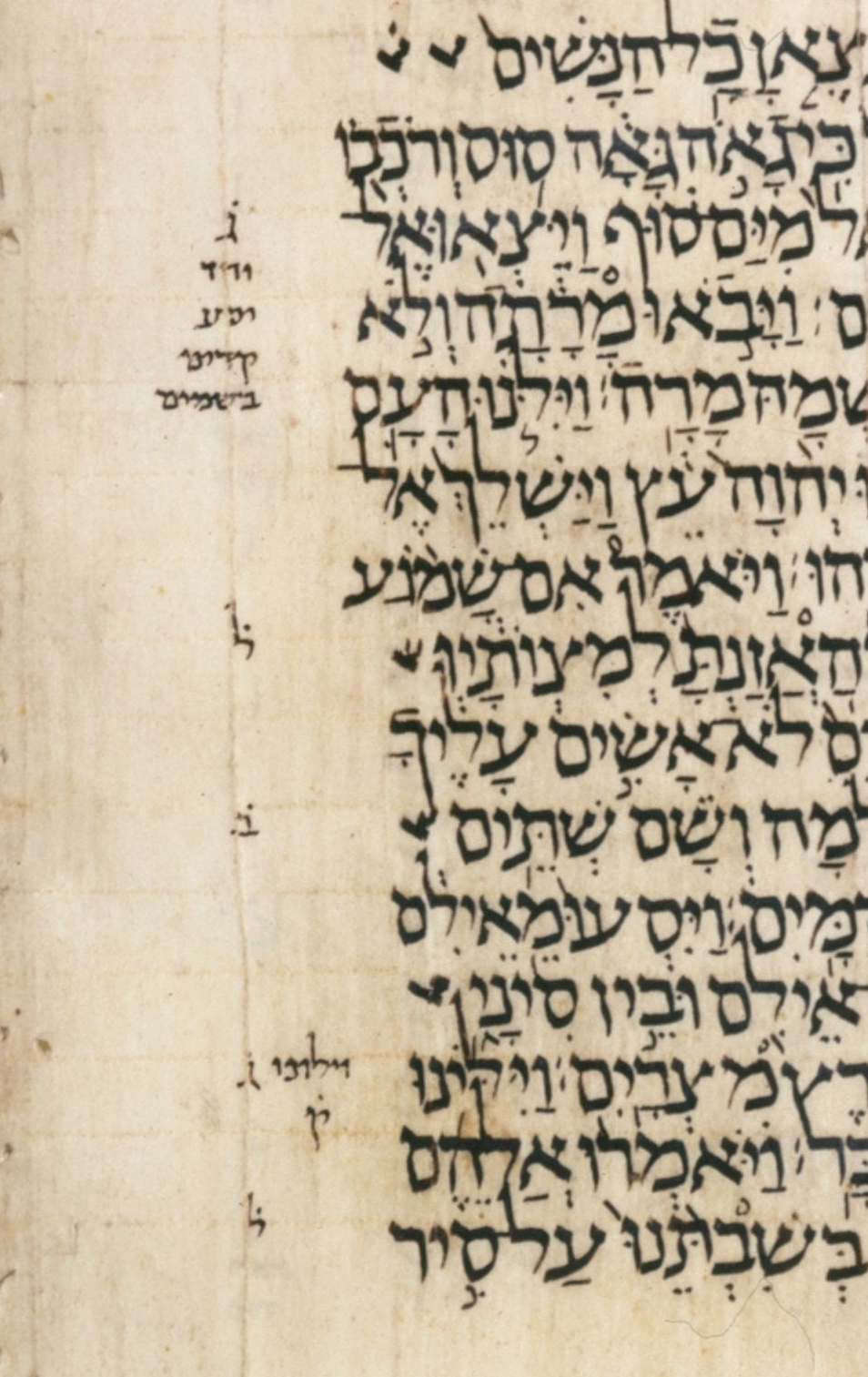
Текст Ленинградского кодекса

Ветхий Завет Православной и Католической церквей отличается от Танаха наличием дополнительных книг, именуемых «второканоническими» или «неканоническими», и дополнениями к книгам Танаха, находящимися в Септуагинте; а также некоторым отличием в переводах. Ветхий завет у протестантов идентичен Танаху.

### Масоретский текст
Масоретский текст — вариант древнееврейского текста Танаха. Это унифицированный текст, который был составлен масоретами в VIII—X веках н. э. Унифицированный текст был составлен на основании нескольких более ранних текстов Танаха, при этом в текст были добавлены правила чтения (огласовки). Текст, выработанный масоретом Аароном бен-Ашером, лежит в основе современной еврейской Библии.
Кодекс Алеппо, который был ценим Маймонидом, имеет расположение книг, отличное от масоретского.

### Православие
Греческий текст Ветхого Завета (Септуагинта) был распространён на рубеже нашей эры у евреев Александрии и лёг в основу греческого канона Ветхого Завета (это касается как текста, так и состава и рубрикации книг). Он заметно отличается от Танаха как по составу книг, так и по их расположению и отдельным текстам. Необходимо иметь в виду, что текстуально Ветхий Завет греческой Библии основан на более ранней версии Танаха, чем протомасоретские версии оригинального текста.
После разрушения Второго Храма часть книг Септуагинты не была принята иудаизмом и сохранилась только в списках христианского происхождения.
Структурно Ветхий Завет греческой Библии отличается тем, что книги Невиим и Ктувим перераспределены между разделами в соответствии с иным, чем в Танахе, представлением о жанрах. Это книги, которые представляют собой следующие разделы:
1. Пятикнижие (Быт. — Втор.);
2. Исторические книги (Нав. — Есф.);
3. Учительные (поэтические) книги (Иов. — Песн.);
4. Пророческие книги (Ис. — Мал.).

В Ветхом Завете греческой Библии:
- добавлены целиком книги, отсутствующие в Танахе: книги Товита; Иудифи; Премудрости Соломоновой; Премудрости Иисуса, сына Сирахова; пророка Варуха; Послание Иеремии; 2-я Ездры (в греческой Библии называется Ездры Α); 1-я, 2-я и 3-я Маккавейские[21];
- вынесена в приложение 4-я книга Маккавейская[21];
- дополнены книги Есфири и пророка Даниила[21].

Во все переводы Ветхого Завета на церковно-славянский язык и русский Синодальный перевод
- включаются все дополнительные книги и дополнения Ветхого Завета греческой Библии, кроме 4-й книги Маккавейской;
- добавляется 3-я книга Ездры, переведённая с латинского;
- включена молитва Манассии (2Пар. 36:24), имеющаяся в конце второй книги Паралипоменон.

Дополнительные книги в русском Синодальном переводе обозначаются неканоническими. В Русской православной церкви эти книги и отрывки признаны полезными и назидательными, но небогодухновенными, в отличие от канонических книг (книг Танаха).

### Католицизм
Ветхий Завет латинской Библии отличается как от масоретского текста Танаха, так и от Ветхого Завета греческой и славяно-русской Библий. Количество книг в нём больше, чем в масоретском тексте; но меньше, чем в греческом.
- В его состав входят все книги Ветхого Завета славяно-русской Библии, кроме 2-й и 3-й книг Ездры, 3-й книги Маккавейской, молитвы Манассии и Псалма 151.
- Послание Иеремии входит 6-й главой в книгу пророка Варуха.

Основой для латинского христианского канона послужила Вульгата. Вульгата, так же, как Септуагинта, была переведена с домасоретских текстов Танаха, но, в отличие от Септуагинты, с более поздних текстов. Латинский христианский канон был принят в Католической церкви на Тридентском соборе в 1546 году. Дополнительные книги Ветхого Завета в католицизме называются «второканоническими» и признаны богодухновенными, как и книги Танаха.

### Протестантизм
В эпоху Реформации господствующее на Западе представление о каноничности и авторитете некоторых библейских книг подверглось пересмотру. Якоб ван Лисвельдт в 1526 году и Мартин Лютер в 1534 году издают Библии, в которых книги, не входящие в иудейский канон, но находящиеся в составе Ветхого Завета в православии и католицизме, были помещены отдельно от книг иудейского канона. Эти книги получили в протестантской традиции название «апокрифов». Протестантский Ветхий Завет по своему составу и содержанию не отличается от масоретского текста Танаха; более того, тексты Ветхого Завета протестантов были непосредственно переведены с текста масоретского Танаха.

## Разделение на главы и стихи
В Танахе разделение на главы и стихи имеют различное происхождение. Разделение на главы было впервые применено в Вульгате, возможно, Стефаном Лэнгтоном, архиепископом Кентерберийским (XIII век). Оно было принято еврейскими учёными и введено в печатные издания текста на иврите, начиная с Библии Бомберга 1521 года. С другой стороны, разделение стихов с системами акцентуации, лежащих на них, является частью масоретской традиции, хотя обозначения с помощью цифр в тексте или на полях впервые стали использоваться в латинских Библиях 1528 и 1555 годов и несколько позже в Антверпенcкой Библии (1571 год). Цифра на полях соответствовала кресту в тексте в начале каждого стиха.

## Иудаистские и христианские толкования Танаха

### Методы толкования
Еврейские комментаторы выделяют несколько методов толкования Танаха:
- Пшат (פּשָט) — буквальное толкование смысла библейского или талмудического текста.
- Ремез (רֶמֶז) — «смысл, извлекаемый с помощью намёков, содержащихся в тексте; соотнесение одного фрагмента с другими по аналогичным местам».
- Драш (דְּרָש) — толкование библейского (или талмудического) текста посредством совмещения логических и софистических построений.
- Сод (סוֹד) — каббалистический смысл текста, доступный лишь избранным, познавшим все другие смыслы.

Из слов пшат, ремез, драш, сод получается акроним ПаРДеС (פַּרְדֵּ"ס), означающий на иврите «цитрусовая плантация».

### Подходы к толкованию Танаха
Сущность и своеобразие толкования Танаха отчётливо выражено термином паршанут, образованным от глагола «прш», который в Танахе имеет значения: «точно определять, разъяснять, истолковывать». Толкование Танаха основывается на его восприятии и признании, особенно Пятикнижия, как текста изначально законченным и завершённым, текстом вне пространства и времени, обладающим абсолютной и неисчерпаемой мудростью и значимостью, постичь которые, однако, могут не все и не всегда.
Кумраниты были убеждены, что сказанное в Танахе, особенно в речениях пророков и в псалмах, обладает абсолютной истинностью. Задачи и цель толкования состоят в том, чтобы, ничего не объясняя в тексте Танаха, соотнести его с взглядами и ожиданиями самих кумранитов, приложить текст Танаха к событиям и явлениям их действительности. Например, упомянутый в определённом контексте в Танахе ассирийский город Ниневия воспринимался кумранитскими толкователями как Иерусалим, египетский город Но-Амон (Фивы) — как колено Менаше и т. д.
Аллегорическое толкование получило наибольшее раскрытие в трудах мыслителя эллинистическо-римской эпохи Филона Александрийского (I в. н.э). По его мнению, слово в Танахе имеет два значения — внешнее, конкретное, понятное всем, и внутреннее, отвлечённое, которое раскрывается только путём аллегорического толкования. По мнению Филона, Адам и Ева — перволюди, но главным образом они — воплощения: Адам — разума, а Ева — чувственности; четыре реки в саду Эдем воплощают четыре основных добродетели — мудрость, уравновешенность, храбрость и справедливость, и т. д.
Приёмы аллегорического толкования Филона на протяжении веков находили себе сторонников и продолжателей, но они не удовлетворяли создателей Устной Торы — Мишны и Талмуда. Они искали иного способа толкования, особенно ярко выраженного крупнейшим раннесредневековым толкователем Танаха Саадией Гаоном (конец IX — первая половина X в.). Он, как и все толкователи до и после него, признавал Танах воплощением высшей, абсолютной истины, однако не потаённой, замаскированной, а открывающейся в словах, в тексте, который надо правильно понимать. Это понимание возможно на двух уровнях — на уровне пешат («прямой смысл») и на уровне драш («толкование»). По его мнению, в первую очередь, Танах следует понимать на уровне прямого смысла содержащихся там слов. К такому пониманию ведут непосредственное ощущение, мыслительное восприятие и логическое умозаключение. Этот способ толкования, который называют рационализирующим, получил дальнейшее развитие в комментарии Раши, раби Шеломо Йицхаки (XI в.), который обращал особое внимание на этимологию (то есть происхождение) и семантику (то есть значение) слов в Танахе, на грамматику древнееврейского языка. Комментарий Раши знаменовал отход от основ толкования: восприятия и признания Танаха текстом изначально законченным, замкнутым, всегда равным себе. Ещё ближе к границе, отделившей толкование Танаха от его исследования, подошёл Маймонид, рабби Моше, сын Маймона (XII в.). Он признавал основополагающим для понимания Танаха толкование его на уровне пешат, обращал особое внимание на географические термины и необходимость их объяснения, и пр.
Христианские теологи, равно как и иудаистские толкователи, были убеждены в изначальной и неизменной завершённости и законченности, «замкнутой системе» текста Танаха. Так, Фома Аквинский (XIII в.) полагал, что как целостность он имеет двух творцов — божественного, который проявляет себя в действиях, деяниях, и человеческого, который проявляется в словах. Задача толкования состоит в том, чтобы через понимание человеческого слова приблизиться к пониманию божественных деяний. Для решения этой задачи одни христианские теологи, например, церковные писатели Александрийской школы — Климент, Ориген, святитель Кирилл Александрийский и т. д., обращались к аллегорическому толкованию, другие же — Василий Великий, Григорий Богослов, Григорий Нисский, Диодор Тарсийский, Иоанн Златоуст и пр., — предпочитали точное толкование, а папа Григорий Великий (VI в.) использовал синтез обоих методов.

## Издания
- Библия Сончино (1488);
- Неаполитанская Библия (1491—1493);
- Брешианская Библия (1495);
- Библия Даниэля Бомберга (1516—1517);
- Библия Бера (1869—1895);
- Biblia Hebraica Рудольфа Киттеля (1905—1906);
- Издания «Британского и зарубежного библейского общества» (1911—1926) под редакцией Кристиана Давида Гинцбурга и Н. Х. Снейта (1928)[28];
- Biblia Hebraica Stuttgartensia под редакцией Карла Эллигера и Вильгельма Рудольфа (1967—1976, 1977 — первое однотомное издание, 2006)[29][30];
- JPS Hebrew-English Tanakh (1985, 1999)[31][32].

### Переводы
- Септуагинта (Перевод семидесяти толковников), III—I века до н. э., на древнегреческий.
- Таргум Онкелоса, конец I века н. э., на западный арамейский.
- Пешитта, до V века н. э., скорее всего, в III веке н. э.[33], на восточно-арамейский (сирийский).
- Старолатинские переводы, до IV века н. э., на латынь.
- Вульгата, IV—V век н. э., на латынь.
- Коптская версия Библии, IV—V век н. э., на различные диалекты коптского языка.
- Тафсир, X век н.э, на арабский язык.

### На церковно-славянский язык
- В составе Геннадиевской Библии, окончена к 1499 году[34], с Септуагинты и Вульгаты.
- В составе Библии Франциска Скорины, 1517—1519 годы[35], с чешского перевода Библии[чеш.].
- В составе Острожской Библии, 1581 год[36], с различных источников.
- В составе Елизаветинской Библии, 1751 год[37], по Острожской Библии, со сверкой с Септуагинтой, Вульгатой и другими источниками.

### На русский язык
- Архимандрита Макария, 1860—1867 годы[38].
- Группы переводчиков под руководством Давида Йосифона[39], издательство «Мосад Рав Кук», 1975 год[40]; был переиздан в 1978 году[41].
- Михаила Ковсана, 2012—2016 годы[42].

### Словари
- Brown F., Driver S.R., Briggs C.A. A Hebrew and English Lexicon of the Old Testament. Oxford, 1907.
- Koehler L., Baumgartner W. The Hebrew and Aramaic Lexicon of the Old Testament / Revised by W. Baumgartner and J. Stamm. Leiden, 1994—2000.
- Графов А. Э. Словарь библейского иврита. — М. : Текст, 2019. — 702 с. — ISBN 978-5-7516-1537-6.